# Mathéo Tuscher
Mathéo Tuscher (ur. 12 grudnia 1996 roku w Noville) – szwajcarski kierowca wyścigowy francuskiego pochodzenia.

## Życiorys

### Chińska Formuła Pilota
Matheo karierę rozpoczął w roku 2004, od startów w kartingu. W 2011 roku zadebiutował w serii wyścigów samochodów jednomiejscowych – nowo utworzonej Chińskiej Formule Pilota. Już w pierwszym podejściu zdominował w niej rywalizację, wygrywając osiem z dwunastu rozegranych wyścigów (w tym dziesięciokrotnie startował z pole position oraz ośmiokrotnie uzyskał najszybsze okrążenie). Startował z czeską licencją.

### Formuła 2
W sezonie 2012 zmieniwszy licencję na szwajcarską, rozpoczął starty w Formule 2. Już w pierwszej sesji kwalifikacyjnej (na torze Silverstone) okazał się najlepszy. W wyścigu jednak musiał uznać wyższość bardziej doświadczonych kierowców i ostatecznie dojechał na szóstej lokacie. W końcu zdołał jednak osiągnąć dwa zwycięstwa: w sobotnim wyścigu na torze Circuit Paul Ricard i w pierwszym wyścigu na torze Autodromo Nazionale Monza. Z dorobkiem 210 punktów został wicemistrzem serii.

### Formuła Renault 3.5
W sezonie 2013 Tuscher pojawił się w Formule Renault 3.5. Zastąpił on podczas rundy na torze Ciudad del Motor de Aragón francuza Emmanuela Pigeta w zespole Zeta Corse. Oba wyścigi ukończył na 22 pozycji. W klasyfikacji generalnej został sklasyfikowany na 30 miejscu.

### Seria GP3
Na sezon 2014 Szwajcar podpisał kontrakt ze szwajcarską ekipą Jenzer Motorsport na starty w serii GP3. Wystartował łącznie w osiemnastu wyścigach, spośród których raz stanął na podium - był drugi w drugim wyścigu w Barcelonie. Uzbierał łącznie 29 punktów, które zapewniły mu dwunaste miejsce w końcowej klasyfikacji kierowców.
W roku drugim roku współpracy ze szwajcarskim zespołem Mattheo zaliczył regres wyników. Ani razu nie stanął na podium i zdobył mniej punktów (dwadzieścia dwa). Ponownie pięciokrotnie jednak meldował się w czołowej dziesiątce. Najwyższa pozycję odnotował w niedzielnej rywalizacji na torze Spa-Francorchamps, gdzie był czwarty. W klasyfikacji generalnej również zanotował spadek - został sklasyfikowany na 13. miejscu.

### Mistrzostwa Świata Samochodów Długodystansowych
W 2015 roku Tuscher zadebiutował w Mistrzostwa Świata Samochodów Długodystansowych. Reprezentując ekipę Rebellion Racing w klasie LMP1, partnerował Szwajcarowi Alexandre Imperatoriemu i Dominikowi Kraihamerowi. Pierwszego startu w Szanghaju nie ukończył, natomiast wyścig w Bahrain International Circuit zakończył na jedenastej lokacie. Pół punktu sklasyfikowało go na 32. miejscu w klasyfikacji generalnej.

## Wyniki

### GP3
| Legenda oznaczeń w tabelach wyników Wyświetl szablon na nowej stronie | Legenda oznaczeń w tabelach wyników Wyświetl szablon na nowej stronie                                                                     |
| Oznaczenie                                                            | Wyjaśnienie |
| --------------------------------------------------------------------- | --- |
| Złoty                                                                 | Zwycięzca lub mistrzostwo |
| Srebrny                                                               | 2. miejsce lub wicemistrzostwo |
| Brązowy                                                               | 3. miejsce lub II wicemistrzostwo |
| Zielony                                                               | Ukończył, punktował (w klasyfikacji generalnej, gdy zdobył co najmniej jeden punkt na przestrzeni sezonu, poza trzema powyższymi opcjami) |
| Niebieski                                                             | Ukończył, nie punktował (w klasyfikacji generalnej, gdy nie zdobył co najmniej jednego punktu na przestrzeni sezonu)                      |
| Czerwony                                                              | Nie zakwalifikował się (NZ) |
| Czerwony                                                              | Nie prekwalifikował się (NPK) |
| Różowy                                                                | Nie ukończył (NU) |
| Różowy                                                                | Niesklasyfikowany (NS) (w klasyfikacji generalnej, gdy nie został sklasyfikowany w żadnym wyścigu sezonu)                                 |
| Czarny                                                                | Zdyskwalifikowany (DK) |
| Czarny                                                                | Wykluczony (WYK/EX) |
| Biały                                                                 | Nie wystartował (NW) |
| Biały                                                                 | Kontuzjowany (K/INJ) |
| Biały                                                                 | Wyścig odwołany (OD/C) |
| Bez koloru                                                            | Został wycofany (WYC/WD) |
| Bez koloru                                                            | Nie przybył (NP/DNA) |
| Bez koloru                                                            | Nie brał udziału w treningach (NT/DNP) |
| Bez koloru                                                            | Nie został zgłoszony (–) |
| Pogrubienie                                                           | Start z pole position |
| Kursywa                                                               | Najszybsze okrążenie wyścigu |
| †                                                                     | Nie ukończył, ale jego rezultat został zaliczony ze względu na przejechanie więcej niż 90% dystansu wyścigu.                              |
| *                                                                     | Sezon w trakcie |
| 1/2/3                                                                 | Punktowana pozycja w sprincie kwalifikacyjnym                                                                                             |
| Lista systemów punktacji Formuły 1                                    | |

| Rok  | Zespół            | Wyniki w poszczególnych eliminacjach | Wyniki w poszczególnych eliminacjach | Wyniki w poszczególnych eliminacjach | Wyniki w poszczególnych eliminacjach | Wyniki w poszczególnych eliminacjach | Wyniki w poszczególnych eliminacjach | Wyniki w poszczególnych eliminacjach | Wyniki w poszczególnych eliminacjach | Wyniki w poszczególnych eliminacjach | Wyniki w poszczególnych eliminacjach | Wyniki w poszczególnych eliminacjach | Wyniki w poszczególnych eliminacjach | Wyniki w poszczególnych eliminacjach | Wyniki w poszczególnych eliminacjach | Wyniki w poszczególnych eliminacjach | Wyniki w poszczególnych eliminacjach | Wyniki w poszczególnych eliminacjach | Wyniki w poszczególnych eliminacjach | Punkty | Pozycja |
| ---- | ----------------- | ------------------------------------ | ------------------------------------ | ------------------------------------ | ------------------------------------ | ------------------------------------ | ------------------------------------ | ------------------------------------ | ------------------------------------ | ------------------------------------ | ------------------------------------ | ------------------------------------ | ------------------------------------ | ------------------------------------ | ------------------------------------ | ------------------------------------ | ------------------------------------ | ------------------------------------ | ------------------------------------ | ------ | ------- |
| 2014 | ART Grand Prix    | ESP                                  | ESP                                  | AUT                                  | AUT                                  | GBR                                  | GBR                                  | DEU                                  | DEU                                  | HUN                                  | HUN                                  | BEL                                  | BEL                                  | ITA                                  | ITA                                  | RUS                                  | RUS                                  | ARE                                  | ARE                                  | 29     | 12      |
| 2014 | ART Grand Prix    | 8                                    | 2                                    | 6                                    | NU                                   | 14                                   | 8                                    | 18                                   | 11                                   | 22                                   | 15                                   | NU                                   | 16                                   | 8                                    | NU                                   | NU                                   | 11                                   | NU                                   | 10                                   | 29     | 12      |
| 2015 | Jenzer Motorsport | ESP                                  | ESP                                  | AUT                                  | AUT                                  | GBR                                  | GBR                                  | HUN                                  | HUN                                  | BEL                                  | BEL                                  | ITA                                  | ITA                                  | RUS                                  | RUS                                  | BHR                                  | BHR                                  | ARE                                  | ARE                                  | 22     | 13      |
| 2015 | Jenzer Motorsport | 14                                   | 13                                   | 12                                   | DK                                   | 10                                   | 9                                    | 10                                   | 9                                    | NU                                   | 4                                    | 6                                    | 6                                    | NU                                   | NU                                   | 12                                   | NU                                   | 16                                   | 14                                   | 22     | 13      |

### Formuła Renault 3.5
| Legenda oznaczeń w tabelach wyników Wyświetl szablon na nowej stronie | Legenda oznaczeń w tabelach wyników Wyświetl szablon na nowej stronie                                                                     |
| Oznaczenie                                                            | Wyjaśnienie |
| --------------------------------------------------------------------- | --- |
| Złoty                                                                 | Zwycięzca lub mistrzostwo |
| Srebrny                                                               | 2. miejsce lub wicemistrzostwo |
| Brązowy                                                               | 3. miejsce lub II wicemistrzostwo |
| Zielony                                                               | Ukończył, punktował (w klasyfikacji generalnej, gdy zdobył co najmniej jeden punkt na przestrzeni sezonu, poza trzema powyższymi opcjami) |
| Niebieski                                                             | Ukończył, nie punktował (w klasyfikacji generalnej, gdy nie zdobył co najmniej jednego punktu na przestrzeni sezonu)                      |
| Czerwony                                                              | Nie zakwalifikował się (NZ) |
| Czerwony                                                              | Nie prekwalifikował się (NPK) |
| Różowy                                                                | Nie ukończył (NU) |
| Różowy                                                                | Niesklasyfikowany (NS) (w klasyfikacji generalnej, gdy nie został sklasyfikowany w żadnym wyścigu sezonu)                                 |
| Czarny                                                                | Zdyskwalifikowany (DK) |
| Czarny                                                                | Wykluczony (WYK/EX) |
| Biały                                                                 | Nie wystartował (NW) |
| Biały                                                                 | Kontuzjowany (K/INJ) |
| Biały                                                                 | Wyścig odwołany (OD/C) |
| Bez koloru                                                            | Został wycofany (WYC/WD) |
| Bez koloru                                                            | Nie przybył (NP/DNA) |
| Bez koloru                                                            | Nie brał udziału w treningach (NT/DNP) |
| Bez koloru                                                            | Nie został zgłoszony (–) |
| Pogrubienie                                                           | Start z pole position |
| Kursywa                                                               | Najszybsze okrążenie wyścigu |
| †                                                                     | Nie ukończył, ale jego rezultat został zaliczony ze względu na przejechanie więcej niż 90% dystansu wyścigu.                              |
| *                                                                     | Sezon w trakcie |
| 1/2/3                                                                 | Punktowana pozycja w sprincie kwalifikacyjnym                                                                                             |
| Lista systemów punktacji Formuły 1                                    | |

| Rok  | Zespół     | Wyniki w poszczególnych eliminacjach | Wyniki w poszczególnych eliminacjach | Wyniki w poszczególnych eliminacjach | Wyniki w poszczególnych eliminacjach | Wyniki w poszczególnych eliminacjach | Wyniki w poszczególnych eliminacjach | Wyniki w poszczególnych eliminacjach | Wyniki w poszczególnych eliminacjach | Wyniki w poszczególnych eliminacjach | Wyniki w poszczególnych eliminacjach | Wyniki w poszczególnych eliminacjach | Wyniki w poszczególnych eliminacjach | Wyniki w poszczególnych eliminacjach | Wyniki w poszczególnych eliminacjach | Wyniki w poszczególnych eliminacjach | Wyniki w poszczególnych eliminacjach | Wyniki w poszczególnych eliminacjach | Punkty | Pozycja |
| ---- | ---------- | ------------------------------------ | ------------------------------------ | ------------------------------------ | ------------------------------------ | ------------------------------------ | ------------------------------------ | ------------------------------------ | ------------------------------------ | ------------------------------------ | ------------------------------------ | ------------------------------------ | ------------------------------------ | ------------------------------------ | ------------------------------------ | ------------------------------------ | ------------------------------------ | ------------------------------------ | ------ | ------- |
| 2013 | Zeta Corse | ITA                                  | ITA                                  | ARA                                  | ARA                                  | MON                                  | BEL                                  | BEL                                  | RUS                                  | RUS                                  | AUT                                  | AUT                                  | HUN                                  | HUN                                  | FRA                                  | FRA                                  | CAT                                  | CAT                                  | 0      | 30      |
| 2013 | Zeta Corse | -                                    | -                                    | 22                                   | 22                                   | -                                    | -                                    | -                                    | -                                    | -                                    | -                                    | -                                    | -                                    | -                                    | -                                    | -                                    | -                                    | -                                    | 0      | 30      |

### Podsumowanie
| Sezon | Seria                            | Zespół                   | Wyścigi | Zwycięstwa | PP | NO | Podium | Punkty | Pozycja |
| ----- | -------------------------------- | ------------------------ | ------- | ---------- | -- | -- | ------ | ------ | ------- |
| 2011  | Formula Pilota China             | Jenzer Welch Asia Racing | 12      | 8          | 10 | 8  | 9      | 189    | 1       |
| 2012  | Formuła 2                        | Motorsport Vision        | 16      | 2          | 4  | 1  | 9      | 210    | 2       |
| 2012  | Formuła Renault 3.5              | Zeta Corse               | 2       | 0          | 0  | 0  | 0      | 0      | 30      |
| 2014  | Seria GP3                        | Jenzer Motorsport        | 18      | 0          | 0  | 1  | 1      | 29     | 12      |
| 2014  | Alpejska Formuła Renault 2.0     | China BRT by JCS         | 0       | 0          | 0  | 0  | 0      | 0      | NS      |
| 2015  | Seria GP3                        | Jenzer Motorsport        | 18      | 0          | 0  | 0  | 0      | 22     | 13      |
| 2015  | FIA World Endurance Championship | Rebellion Racing         | 2       | 0          | 0  | 0  | 0      | 0.5    | 32      |